# Otto Hermann Mende
Otto Hermann Mende, auch Hermann Mende, (* 3. Februar 1885 in Dorfhain; † 11. Juni 1940 in Dresden) war ein deutscher Unternehmer und Gründer von Radio H. Mende in Dresden. Mende gilt als Wegbereiter der sächsischen Rundfunkindustrie.

## Leben und Wirken
Otto Hermann Mende wurde als Sohn des Waldarbeiterehepaares Gottlob Friedrich und Johanne Christiane Mende geboren. Er erhielt bei der in Dorfhain ansässigen Firma Elektrotechnische Werkstätten Ellinger & Geißler (ab 1946 VEB Elektro- und Radiozubehör Dorfhain (ELRADO). 1969 bis 1990 VEB Elektronische Bauelemente Dorfhain, dann Sächsische Elektronikwerke GmbH Klingenberg), einem Hersteller von elektronischen Bauteilen wie Widerständen, Kondensatoren und Spulen, eine Ausbildung. Aufgrund seiner Begabung ermöglichte ihm die Firma von 1901 bis 1904 ein dreijähriges Volontariat in der amerikanischen Niederlassung in Galveston. Nach seiner Rückkehr wirkte Mende bei Ellinger & Geißler als Prokurist.
Mende gründete am 1. November 1923 zusammen mit dem Kaufmann und Geldgeber Karl Rudolf Müller in Dresden in der Neustadt die Firma Radio H. Mende & Co. GmbH und begann mit der Herstellung von Rundfunkgeräten. Zwei Jahre später (1925) stieß der Ingenieur Ullrich Günter als technischer Direktor zur Firma. Im gleichen Jahr trat Mendes Neffe Martin Mende in die Firma als Verkaufsleiter ein und  wurde später Leiter des Unternehmens. Unter Ullrich stieg die Firma Mendes zu einem der größten deutschen Rundfunkgerätefabrikanten auf.
Die Produktionszahlen stiegen von 2.000 Geräten/Jahr (1925) auf 200.000 Geräte/Jahr (1937). Im Jahr 1938 betrug die Jahresproduktion 250.000 Radiogeräte bei einer Belegschaft von 3.000 Arbeitern. Damit stellte die Firma Mende jedes dritte in Deutschland produzierte Radio her. Daneben produzierte das Werk Transmitter, Fernschreiber, Feldfernsprecher und  Verstärker.
In den Kriegsjahren des Zweiten Weltkrieges produzierte die Firma Rüstungsgüter wie Funkgeräte und Bombenzünder. In Kooperation mit der Firma Siemens stellte die Firma Mende auch die Feld-Hellschreiber her.
Otto Hermann Mende starb bereits 1940 in Dresden.
Nach seinem dem Tod wurde das Werk im weiteren Verlauf des Krieges teils zerstört und schließlich 1945/46 von der Sowjetunion weitgehend demontiert. Aus den verbliebenen Resten wurde 1948 der VEB Funkwerk Dresden (später VEB RFT Messelektronik Dresden und VEB Robotron-Meßelektronik Otto Schön) gegründet. Martin Mende baute ab 1947 das Werk Nordmende in Bremen erfolgreich auf.

## Privates
Otto Hermann Mende heiratete 1919 in Dresden die Krankenschwester Anna Hempel aus Leppersdorf. Aus der Ehe ging die Tochter Johanna hervor.

## Ehrungen
- In Dresden wurde 1997 die Hermann-Mende-Straße im Neustädter Industriegelände nach ihm benannt.